# Magnetostatica
In de elektrodynamica is magnetostatica het deelgebied dat constante, dus in de tijd niet veranderende, magnetische velden bestudeert. Zulke velden vindt men bijvoorbeeld bij een permanente magneet, sommige elektromotoren, een spoel waar een constante stroom door loopt, en een elektromagneet.
De resultaten uit de magnetostatica vormen ook een goede benadering als de elektrische stromen niet statisch zijn, maar slechts langzaam veranderen. Toepassingen vindt men onder andere in laagfrequenttransformatoren en apparatuur voor geluidsregistratie.
Tot het gebied van de magnetostatica behoort ook de bestudering van de magnetische eigenschappen van stoffen, zoals ferromagnetisme en diamagnetisme. Bovendien beschrijft de magnetostatica de krachtwerking van statische magneetvelden op magneten en elektrische stromen.
De basisbegrippen uit de magnetostatica zijn analoog aan begrippen uit de elektrostatica. Noord- en zuidpool komen overeen met positieve en negatieve lading; de poolsterkte met de grootte van de lading. Wel komen noord- en zuidpolen in een voorwerp in tegenstelling tot elektrische lading niet afzonderlijk voor, maar altijd als paar.
Analoog aan de Wet van Coulomb voor de krachtwerking tussen elektrische ladingen, is er een magnetische krachtwet die de krachtwerking tussen magneten beschrijft. Twee magneetpolen met poolsterkten {\displaystyle p_{1}} en {\displaystyle p_{2}} geplaatst op een afstand {\displaystyle r} van elkaar oefenen op elkaar een kracht {\displaystyle F} uit, bepaald door:
{\displaystyle F={\frac {1}{4\pi \mu _{0}}}{\frac {p_{1}\cdot p_{2}}{r^{2}}}}.
Daarin is {\displaystyle \mu _{0}} de magnetische veldconstante.